# Zuidcentraal-Bulgarije
Zuidcentraal-Bulgarije of Joezjen Tsentralen (Bulgaars: Южен централен) is een regio in het zuiden van Bulgarije. Het gebied bestaat uit de volgende (vijf) oblasten: Chaskovo, Kardzjali, Pazardzjik, Plovdiv en Smoljan. De regio heeft een oppervlakte van ongeveer 22.360 km² en de hoofdplaats is de tweede stad van Bulgarije, Plovdiv, met c. 343.000 inwoners. Eind 2021 had de regio naar schatting ruim 1.390.000 inwoners en een bevolkingsdichtheid van 62 inw./km². In de regio ligt het dorp Kapitan Andreevo, wat dicht bij het drielandenpunt Bulgarije-Griekenland-Turkije ligt.
De regio Joezjen Tsentralen is een van de vijf Bulgaarse regio’s die voorkomt in de lijst van de top tien armste regio’s van de Europese Unie, gebaseerd op het bruto binnenlands product (BBP) per inwoner in koopkrachtstandaard. Volgens Eurostat was het BBP per hoofd van de bevolking in 2018 slechts 36% van het EU-gemiddelde.
De regio Joezjen Tsentralen heeft een gemengde bevolkingssamenstelling, maar de etnische Bulgaren vormen veruit de grootste bevolkingsgroep - met uitzondering van Kardzjali, waar de Bulgaarse Turken de grootste groep vormen. In de meeste gemeenten van Smoljan, Kardzjali en de zuidelijke delen van Pazardzjik (Velingrad en Sarnitsa) wonen bovendien grote aantallen Pomaken, een Bulgaarssprekende moslimminderheid. Verspreid over de regio zijn ook vele nederzettingen van de Bulgaarse Roma te vinden, waaronder Stolipinovo, het grootste getto van de Roma ter wereld (met c. 40.000 Roma).
Noord-Oost (Severoiztotjen) · Noord-Centraal (Severen Tsentralen) · Noord-West (Severozapaden) · Zuid-Oost (Joegoiztotsjen) · Zuid-Centraal (Joezjen Tsentralen) · Zuid-West (Joegozapaden)